# Хатанака Сінносуке
Хатанака Сінносуке (яп. 畠中 槙之輔; нар. 25 серпня 1995) — японський футболіст, що грав на позиції захисника.

## Клубна кар'єра
Протягом 2014–2018 років грав за команду «Токіо Верді». З 2018 року захищає кольори «Йокогама Ф. Марінос».

## Кар'єра в збірній
Дебютував 2019 року в офіційних матчах у складі національної збірної Японії. У формі головної команди країни зіграв 7 матчів.

## Статистика виступів
| Збірна Японії | Збірна Японії | Збірна Японії |
| Рік           | Матчі         | Голи          |
| ------------- | ------------- | ------------- |
| 2019          | 7             | 0             |
| Загалом       | 7             | 0             |

## Досягнення
- Чемпіон Японії: 2019, 2022
- Володар Суперкубка Японії: 2023

Збірні
- Переможець Чемпіонату Східної Азії: 2022